# Thủy lợi
Thủy lợi là một thuật ngữ, tên gọi truyền thống của việc nghiên cứu khoa học công nghệ, đánh giá, khai thác sử dụng, bảo vệ nguồn tài nguyên nước và môi trường, phòng tránh và giảm nhẹ thiên tai.
Cụ thể, thủy lợi là việc sử dụng nước để tưới cho các vùng đất khô nhằm hỗ trợ cho cây trồng phát triển hoặc cung cấp nước tưới cho cây trồng vào những thời điểm có lượng mưa không đủ cung cấp. Ngoài ra, thủy lợi cũng có một vài ứng dụng khác trong sản xuất cây trồng, trong đó bao gồm bảo vệ thực vật tránh được sương giá,
khống chế cỏ dại phát triển trên các cánh đồng lúa và giúp chống lại sự cố kết đất. Thủy lợi thường được nghiên cứu cùng với hệ thống tiêu thoát nước, hệ thống này có thể là tự nhiên hay nhân tạo để thoát nước mặt hoặc nước dưới đất của một khu vưc cụ thể.

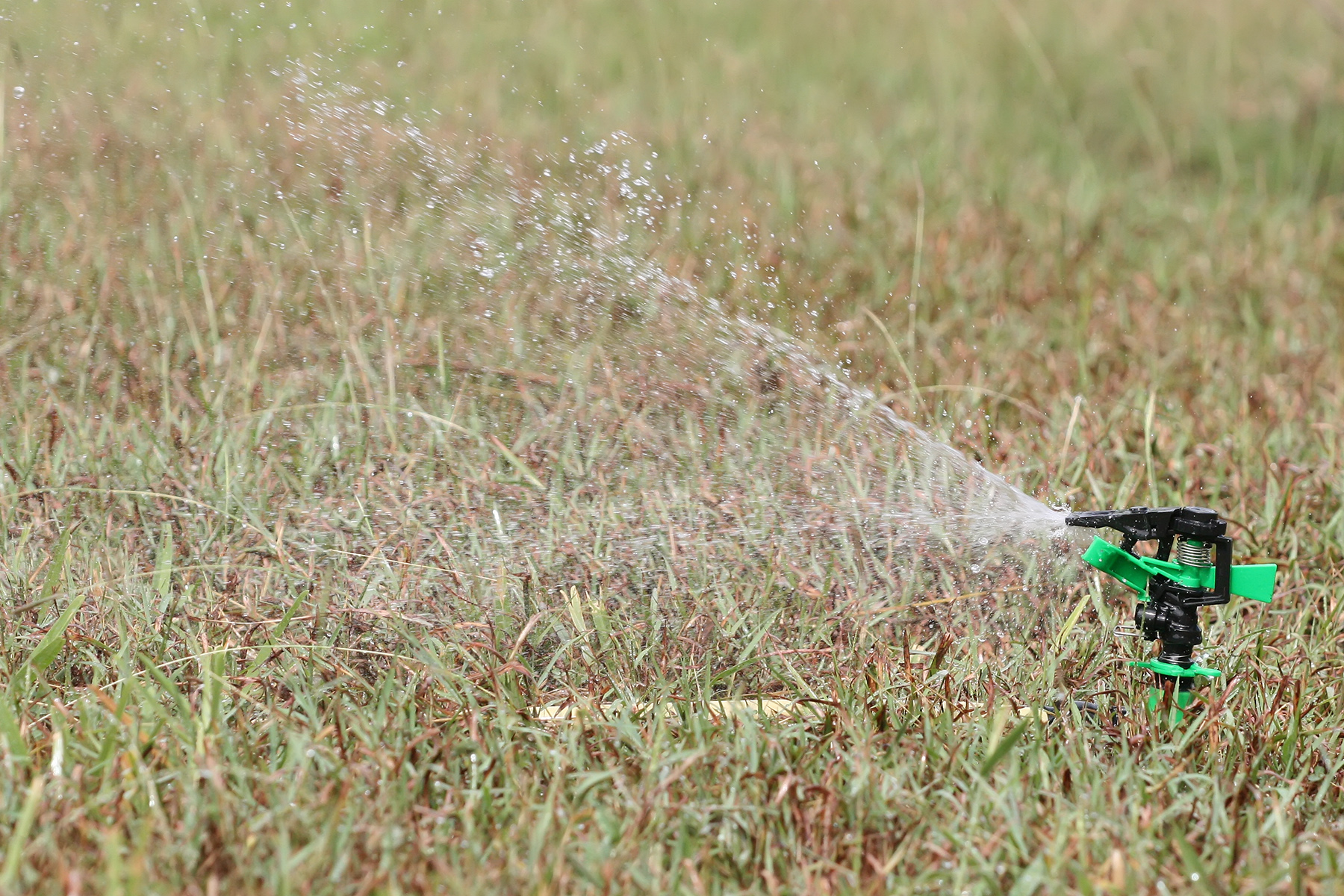
Hệ thống tưới cỏ

## Lịch sử

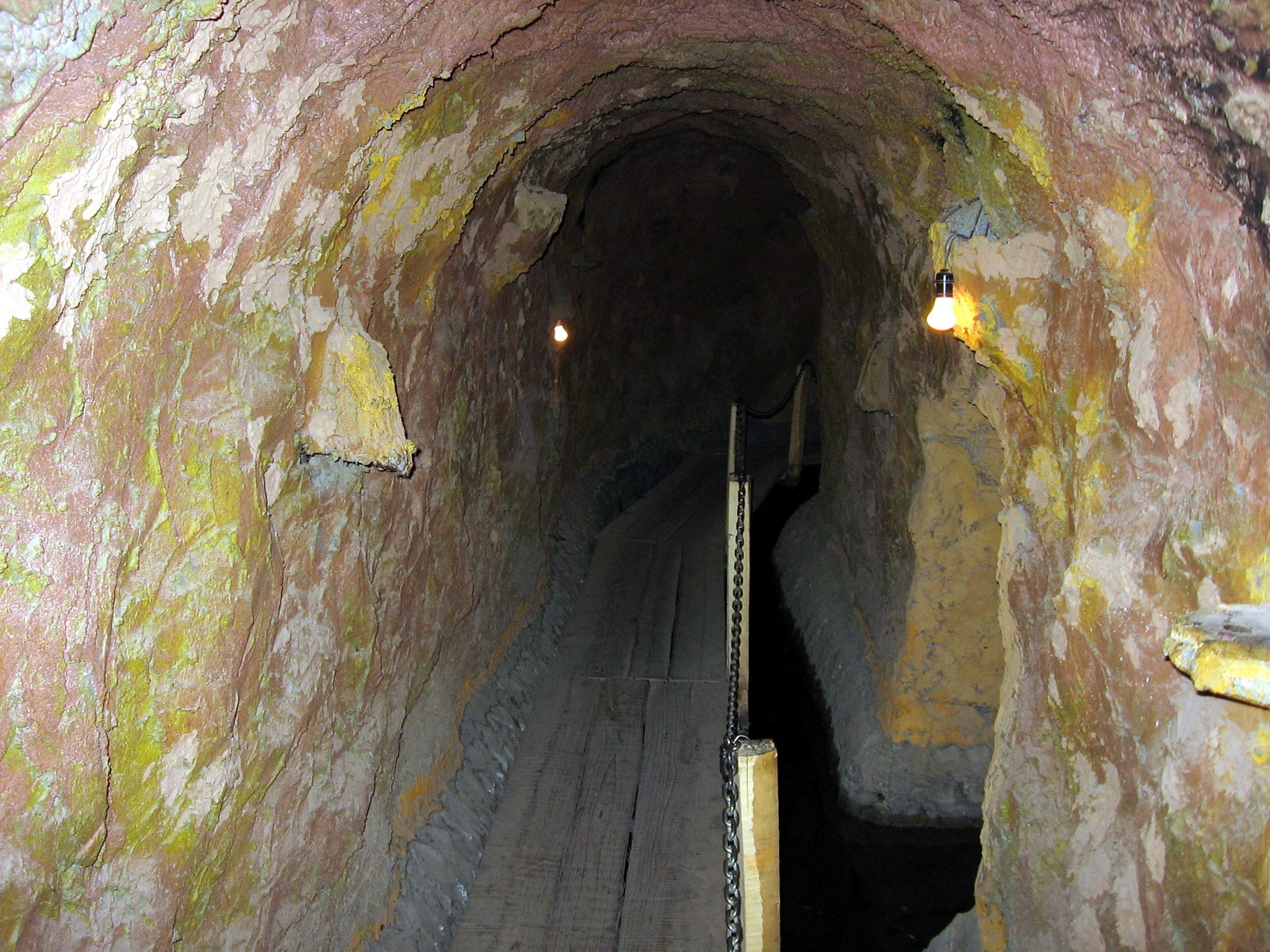
Bên trong hầm karez ở Turpan, Trung Quốc.

Các điều tra khảo cổ học đã xác định có công trình thủy lợi ở Lưỡng Hà và Ai Cập vào khoảng thiên niên kỷ 6 TCN, lúa mạch được trồng ở các khu vực có lượng mưa không đủ để cung cấp cho nó.
Ở thung lũng Zana thuộc dãy núi Andes ở Peru, các nhà khảo cổ học đã tìm thấy dấu vết của ba con kênh, và theo định tuổi cacbon phóng xạ nó được xây dựng từ thiên niên kỷ 4 TCN, thiên niên kỷ 3 TCN và thế kỷ 9. Các con kênh này là kỷ lục về thủy lợi đầu tiên tại Tân Thế giới. Các dấu vết của một con kênh có thể có tuổi từ thiên niên kỷ 5 TCN được tìm thấy bên dưới con kênh có tuổi vào thiên niên kỷ 4 TCN. Hệ thống chứa nước và thủy lợi tinh vi được phát triển bởi nền văn minh thung lũng Indus ở Pakistan và bắc Ấn Độ, bao gồm các bể chứa ở Girnar vào năm 3.000 TCN và một kênh có tuổi cổ hơn vào năm 2600 TCN. Hoạt động nông nghiệp với quy mô lớn làm cho nhu cầu mở rộng hệ thống kênh đào cho mục đích tưới tiêu.
Có dấu hiệu cho thấy vào thời pharaon Amenemhat III nhà thứ 12 (khoảng 1800 TCN), người Ai Cập cổ đại đã sử dụng các hồ tự nhiên của ốc đảo Faiyum làm hồ chứa để cung cấp nước trong mùa khô, vì nước hồ này dâng lên trong mùa lũ hàng năm của sông Nin.
Các qanat, được xây dựng ở Ba Tư cổ đại vào khoảng năm 800 TCN, là một trong số những phương pháp thủy lợi cổ nhất từng được biết đến mà ngày nay vẫn còn sử dụng. Ngày nay chúng được tìm thấy ở châu Á, Trung Đông và Bắc Phi. Hệ thống nào bao gồm mạng lưới giống như giếng đứng và các ống dẫn hơi nghiêng hướng vào mặt của các vách đá và các đồi dốc để khai thác nước ngầm. Noria, một guồng nước được gắn các bình bằng đất sét xung quanh được vận hành bởi năng lượng của dòng nước, lần đầu tiên được đưa vào sử dụng trong thời gian này bởi những người La Mã đến định cư ở Bắc Phi. Vào năm 150 TCN, các bình được lắp các van cho phép nước chảy vào êm hơn khi chúng chịu tác động của lực nước.
Các công trình thủy lợi của Sri Lanka cổ đại sớm nhất được định tuổi vào khoảng 300 TCN vào thời vua Pandukabhaya và tiếp tục phát triển liên tục đến 1000 năm sau đó, là một trong những hệ thống thủy lợi phức tạp nhất trong thế giới cổ đại. Người Sinhal là những người đầu tiên xây các bể chứa để trữ nước. Do những ưu thế về kỹ thuật của họ trong lĩnh vực này, họ thường được gọi là 'bậc thầy về thủy lợi'. Hầu hết các hệ thống thủy lợi này vẫn tồn tại mà không bị phá hủy cho đến ngày nay ở Anuradhapura và Polonnaruwa do những kỹ thuật tiên tiến và chính xác của họ. Hệ thống này đã được hồi phục rộng rãi và mở rộng vào thời vua Parakrama Bahu (1153 – 1186 TCN).
Các kỹ sư thủy lực đầu tiên của Trung Quốc là Tôn Thúc Ngao (thế kỷ 6 TCN) vào thời Xuân Thu và Tây Môn Báo (thế kỷ 5 TCN) vào thời Chiến Quốc, cả hai đã xây dựng các dự án thủy lợi lớn. Ở vùng Tứ Xuyên thuộc nước Tần, hệ thống thủy lợi Đô Giang Yển được xây dựng vào năm 256 TCN để tưới cho một vùng nông nghiệp rộng lớn mà ngày nay vẫn còn được sử dụng để cung cấp nước. 
Vào thế kỷ 2, dưới thời nhà Hán, người Trung Quốc cũng sử dụng bơm chuyền để đưa nước từ thấp lên cao. Chúng được vận hành bởi bàn chân có bàn đạp với các guồng nước hoặc bằng sức kéo của trâu, bò. Nước được dùng cho các công trình công cộng cung cấp nước cho các khu dân cư đô thị và các khu vườn của cung điện, nhưng hầu hết được dẫn vào các kênh thủy lợi để tưới cho các cánh đồng.
Máy đo mưa đầu tiên trên thế giới ở Triều Tiên là uryanggye (tiếng Triều Tiên:우량계), được phát hiện vào năm 1441. Người phát minh là Jang Yeong-sil, một kỹ sư Triều Tiên vào thời nhà Triều Tiên, theo chỉ vụ của vua Thế Tông. Nó được lắp đặt trong các bồn chứa như là một phần của hệ thống thủy lợi trên toàn quốc để đo và thu thập lượng mưa phục vụ cho nông nghiệp. Với công cụ này, các nhà quy hoạch và nông dân có thể có được nhiều thông tin hơn trong công việc của mình.